# Mårtens fälad

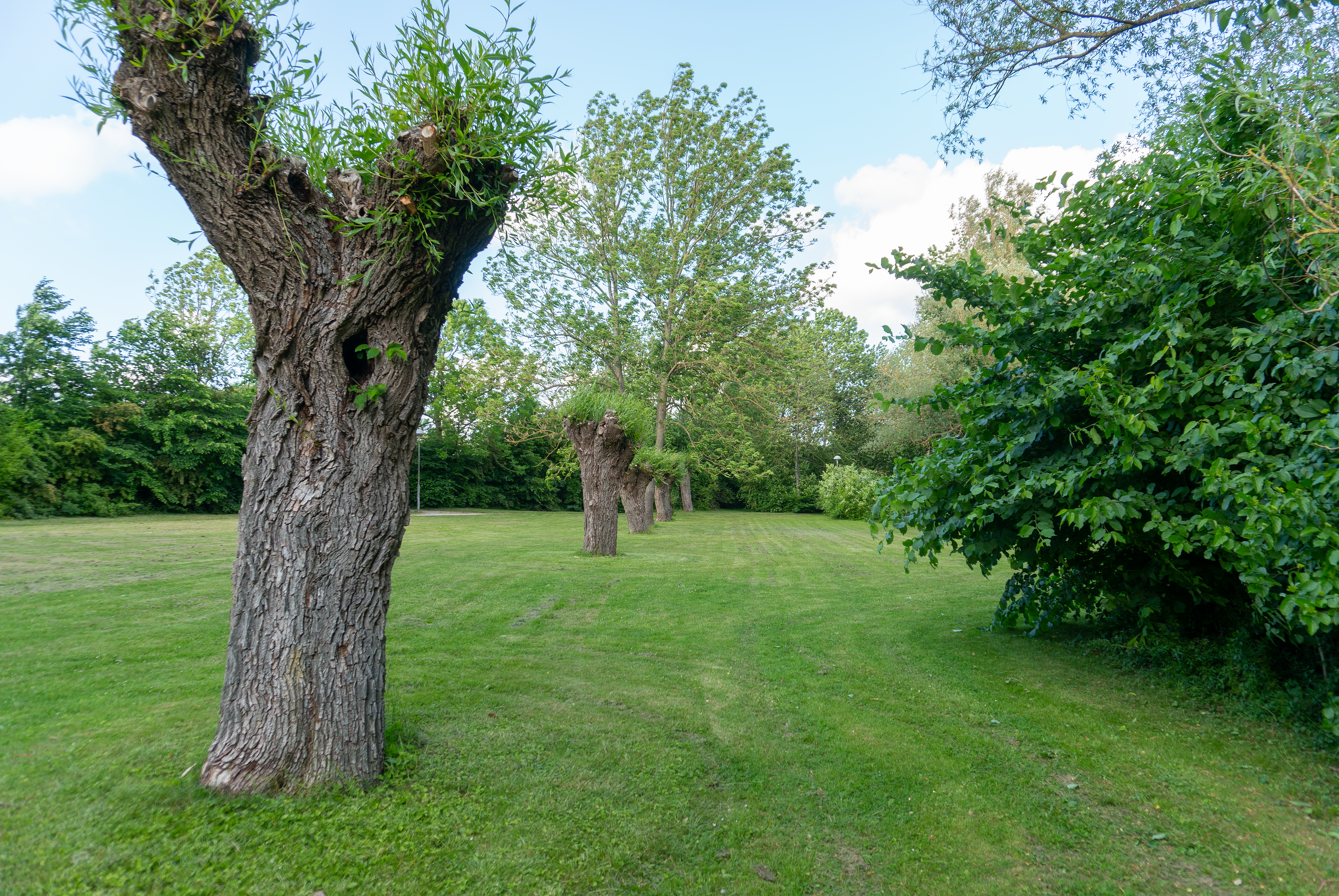
Sommarlovsparken på Mårtens fälad.

Mårtens fälad är ett område i östra Lund, och utgör den södra delen av den statistiska stadsdelen Östra Torn - Mårtens fälad. Det är till största delen ett villaområde med tvåvåningshus byggda på 1960-talet. Mårtens fälad ligger söder om Östra Torn och norr om Linero, men har ingen exakt definierad gräns.
Mårtens fälad är beläget omkring 2 kilometer öster om Lunds centrum och man kan via Hardebergaspåret nå centrum på omkring 10-15 minuter med cykel.